# 勃艮第伯爵列表
以下為勃艮第伯國（法語：Comté de Bourgogne）統治者列表，領地是今天的弗朗什-孔泰大区。不能與勃艮第公國混淆。

## 伊夫雷亚家族
| 肖像 | 姓名           | 生卒                   | 統治時間                      | 備註                                                   |
|      | 奧特-威廉      | 962年－1026年9月21日   | 982年－1026年9月21日          | 第一位勃艮第伯爵                                       |
|      | 雷諾一世       | 986年－1057年9月3日    | 1026年9月21日－1057年9月3日   | 奧托.威廉次子                                          |
|      | 威廉一世       | 1020年－1087年11月12日 | 1057年9月3日－1087年11月12日  | 雷諾一世長子                                           |
|      | 雷諾二世       | 1061年－1097年         | 1087年11月12日－1097年        | 紀堯姆一世長子                                         |
|      | 艾蒂安一世     | 1065年－1102年5月27日  | 1097年－1102年5月27日         | 紀堯姆一世次子                                         |
|      | 雷諾三世       | 1093年－1148年1月22日  | 1102年5月27日－1148年1月22日  | 艾蒂安一世長子                                         |
|      | 貝亞特麗絲一世 | 1143年－1184年11月15日 | 1148年1月22日－1184年11月15日 | 雷諾三世之女，由叔叔马孔伯爵紀堯姆三世攝政直至1156年。 |

马孔伯爵纪尧姆三世（1156年去世）及其子埃蒂安二世（1173年去世）、孙埃蒂安三世（1241年去世）、曾孙让一世（1267年去世）亦称勃艮第伯爵。勃艮第伯爵于格一世即让一世之子。

## 斯陶芬家族
| 肖像 | 姓名           | 生卒                  | 統治時間                     | 備註                       |
|      | 弗雷德里克     | 1122年－1190年6月10日 | 1156年6月9日－1190年6月10日  | 貝亞特麗絲一世之夫，共治者 |
|      | 奧東一世       | 1170年－1200年1月13日 | 1190年6月10日－1200年1月13日 | 腓特烈四子                 |
|      | 讓娜一世       | 1191年－1205年        | 1200年1月13日－1205年        | 奧東一世長女               |
|      | 貝亞特麗絲二世 | 1192年－1231年5月7日  | 1205年－1231年5月7日         | 奧東一世次女               |

## 安德希斯家族
| 肖像 | 姓名     | 生卒                  | 統治時間                    | 備註                                               |
|      | 奧東二世 | 1180年－1234年5月7日  | 1208年6月21日－1234年5月7日 | 比阿特麗絲之夫，共治者                             |
|      | 奧東三世 | 1218年－1248年6月19日 | 1231年5月7日－1248年6月19日 | 比阿特麗斯二世和奧托二世長子，在母親去世后與父共治 |
|      | 阿德萊德 | 1209年－1279年3月8日  | 1248年6月19日－1279年3月8日 | 比阿特麗斯二世和奧托二世四女                       |

## 伊夫雷亚家族
| 肖像 | 姓名     | 生卒                   | 統治時間                      | 備註                                                 |
|      | 于格一世 | 1220年－1266年11月12日 | 1248年6月19日－1266年11月12日 | 阿德萊德第一任丈夫和共治者，马孔伯爵紀堯姆三世的玄孫 |

## 薩伏伊家族
| 肖像 | 姓名     | 生卒                  | 統治時間                    | 備註                                       |
|      | 腓力一世 | 1207年－1285年8月16日 | 1267年6月11日－1279年3月8日 | 阿德萊德第二任丈夫和共治者，也是薩伏伊伯爵 |

## 伊夫雷亚家族
| 肖像 | 姓名     | 生卒                        | 統治時間                    | 備註                       |
|      | 奧東四世 | 1248年－1303年3月26日       | 1279年3月8日－1303年3月26日 | 阿德萊德和于格一世所生長子 |
|      | 讓娜二世 | 1292年1月5日－1330年1月21日 | 1315年－1330年1月21日       | 奧托四世長女               |

## 卡佩家族
| 肖像 | 姓名     | 生卒                         | 統治時間                     | 備註                   |
|      | 腓力二世 | 1292年11月17日－1322年1月3日 | 1315年－1322年1月3日         | 让娜二世之夫           |
|      | 让娜三世 | 1308年5月2日－1347年8月15日  | 1330年1月21日－1347年8月15日 | 让娜二世和腓力二世長女 |

## 卡佩-勃艮第家族
| 肖像 | 姓名                    | 生卒                   | 統治時間                      | 備註                             |
|      | 奧東五世                | 1295年－1350年4月3日   | 1330年1月21日－1347年8月15日  | 勃艮第公爵，让娜三世之夫和共治者 |
|      | 腓力三世 （"鲁夫勒的"） | 1346年－1361年11月21日 | 1347年8月15日－1361年11月21日 | 让娜三世和奧托四世之孫           |

## 卡佩家族
| 肖像 | 姓名         | 生卒               | 統治時間                     | 備註                   |
|      | 瑪格利特一世 | 1310－1382年5月9日 | 1361年11月21日－1382年5月9日 | 让娜二世和腓力二世次女 |

## 當皮耶爾家族
| 肖像 | 姓名     | 生卒                          | 統治時間                     | 備註             |
|      | 路易一世 | 1330年10月25日－1384年1月30日 | 1382年5月9日－1384年1月30日  | 瑪格利特一世之子 |
|      | 瑪格利特 | 1350年4月13日－1405年3月16日  | 1384年1月30日－1405年3月16日 | 路易一世之女     |

## 瓦盧瓦-勃艮第家族
| 肖像 | 姓名                  | 生卒                         | 統治時間                     | 備註                           |
|      | 腓力四世 （"勇敢的"） | 1342年1月15日－1404年4月27日 | 1384年1月30日－1404年4月27日 | 瑪格利特二世第二任丈夫和共治者 |
|      | 約翰一世 （"无畏的"） | 1371年5月28日－1419年9月10日 | 1405年3月16日－1419年9月10日 | 瑪格利特二世和腓力四世長子     |
|      | 腓力五世 （"好人"）   | 1396年7月31日－1467年6月15日 | 1419年9月10日－1467年6月15日 | 約翰一世長子                   |
|      | 夏爾一世 （"勇士"）   | 1433年11月10日－1477年1月5日 | 1467年6月15日－1477年1月5日  | 腓力五世次子                   |
|      | 瑪麗                  | 1457年2月13日－1482年3月27日 | 1477年1月5日－1482年3月27日  | 夏爾一世獨生女                 |

## 哈布斯堡家族
| 肖像 | 姓名                     | 生卒                          | 統治時間                      | 備註                                 |
|      | 馬克西米利安             | 1459年3月22日－1519年1月12日  | 1477年1月5日－1519年1月12日   | 瑪麗之夫和共治者                     |
|      | 腓力六世 （"英俊的"）    | 1478年7月22日－1506年9月25日  | 1482年3月27日 －1506年9月25日 | 瑪麗和馬克西米利安之子               |
|      | 夏爾二世                 | 1500年2月24日－1558年9月21日  | 1506年9月25日－1556年1月16日  | 腓力六世長子                         |
|      | 腓力七世                 | 1527年5月21日－1598年9月13日  | 1556年1月16日－1598年9月13日  | 夏爾二世長子                         |
|      | 伊莎貝爾·克拉拉·歐亨妮亞 | 1566年8月12日－1633年12月1日  | 1598年9月13日－1621年7月13日  | 腓力七世次女                         |
|      | 阿尔貝                   | 1559年11月11日－1621年7月13日 | 1598年9月13日－1621年7月13日  | 伊莎貝爾·克拉拉·歐亨妮亞之夫和共治者 |
|      | 腓力八世                 | 1605年4月8日－1665年9月17日   | 1621年7月31日－1665年9月17日  | 伊莎貝爾·克拉拉·歐亨妮亞的侄子       |
|      | 夏爾三世                 | 1661年11月6日－1700年11月1日  | 1665年9月17日－1678年9月19日  | 腓力八世第三子                       |

1678年的《尼美根條約》中規定，勃艮第伯國歸法蘭西王國。